# Río Negro (Río Paute)
Der Río Negro (spanisch für „schwarzer Fluss“) ist ein 43 km langer rechter Nebenfluss des Río Paute in der Provinz Morona Santiago im Süden von Ecuador.

## Flusslauf
Der Río Negro entspringt an der Ostflanke der Cordillera Real nahe der Provinzgrenze zu Azuay auf einer Höhe von etwa 2800 m. Der Río Negro strömt in überwiegend östlicher Richtung durch das Bergland. Bei Flusskilometer 23,5 mündet der Río El Cruzado, der wichtigste Nebenfluss, von Süden kommend in den Río Negro. Dieser mündet schließlich 3 km südöstlich der Stadt Santiago de Méndez in den Río Paute, 4 km oberhalb dessen Vereinigung mit dem Río Upano zum Río Santiago. Die Fernstraße E45 überquert den Río Paute unmittelbar unterhalb der Einmündung des Río Negro. 
Das Einzugsgebiet des Río Negro umfasst etwa 780 km².

## Wasserkraftnutzung

### Wasserkraftwerk San Bartolo
Das Wasserkraftwerk San Bartolo (⊙) wurde 2015 fertiggestellt. 16,6 km oberhalb der Mündung des Río Negro befindet sich ein Wehr  (⊙) am Flusslauf. An diesem wird ein Großteil des Wassers abgeleitet. Das Wasser wird über eine etwa 5,6 km lange Leitung mit anschließendem Wasserschloss und einer etwa 760 m langen Druckleitung zum flussabwärts gelegenen Kraftwerk geführt. Dieses besitzt eine installierte Leistung von 50 MW. Die Ausbauwassermenge liegt bei 30 m³/s. Unterhalb des Kraftwerks wird das Wasser bei Flusskilometer 9,5 wieder in den Fluss zurückgeleitet.